# Peròxid de magnesi
El peròxid de magnesi és un compost inorgànic iònic constituït per cations magnesi (2+) {\displaystyle {\ce {Mg2+}}} i anions peròxid {\displaystyle {\ce {O2^2-}}}, la qual fórmula química és {\displaystyle {\ce {MgO2}}}.

## Propietats
Es presenta en forma de pols blanca o incolora. La seva estructura cristal·lina és cúbica, grup espacial cP12. Té una densitat de 3,04 g/cm³, un punt de fusió de 233 °C i un punt d'ebullició amb descomposició de 353 °C.

## Aplicacions
El peròxid de magnesi s'empra com a font d'oxigen per amplificar la bioremediació aeròbica, un procés pel qual els contaminants orgànics d'un sòl són degradats per organismes del propi sòl o aportats transformant-los en substàncies innòcues. Degut a la seva baixa solubilitat en aigua roman en el terreny durant mesos.